# Голицын, Пётр Михайлович (1682)
Князь Голицын Пётр Михайлович (21 июня 1682 года — 21 января 1722 года) — русский военачальник, соратник Петра I, командир лейб-гвардии Семёновского полка (1709—1717).

## Биография
Принадлежал к четвёртой ветви рода Голицыных (Михайловичи). Средний сын боярина князя М. А. Голицына (1639—1687) от брака его с Прасковьей Никитичной Кафтырёвой (1645—1715). Старшие братья - российский военачальник генерал-фельдмаршал М. М. Голицын-старший, член Верховного тайного совета Д.М. Голицын, младший брат - президент Адмиралтейств-коллегии М.М. Голицын-младший.
Начал службу в лейб-гвардии Семёновском полку, участвовал в битвах Северной войны, ранен при Лесной (1708). В 1709—1717 годах — подполковник гвардии и командир лейб-гвардии Семёновского полка, с 1711 года — бригадир, с 1716 — генерал-майор.

## Следственная деятельность
В соответствии с Наказом Петра I от 9 декабря 1717 г. П.М. Голицын возглавил одну из шести созданных следственных канцелярий. Асессорами к нему были определены давние сослуживцы, заслуженные боевые офицеры: капитаны Преображенского полка князь Григорий Алексеевич Урусов и Александр Кузьмич Петров-Солово, а также капитан-поручик Семеновского полка Иван Федорович Козлов. Аппарат следственной канцелярии составили 11 подьячих во главе с дьяком А.Ф. Докудовским, откомандированных из Ближней и Военной канцелярий, Поместного приказа и Санкт-Петербургской губернской канцелярии.
В производство следственной канцелярии Петра Голицына была передана подборка резонансных дел по обвинению различных должностных лиц в преступлениях против интересов службы. Подследственными князя Петра Михайловича стали: московский губернатор К.А. Нарышкин, бывший адмиралтейский советник А.В. Кикин, нижегородский вице-губернатор С.И. Путятин, бывший санкт-петербургский вице-губернатор Я.Н. Римский-Корсаков и его брат, бывший белозерский комендант В.Н. Римский-Корсаков.
Часть упомянутых уголовных дел были возбуждены еще в 1714 г. следственной канцелярией В.В. Долгорукова, которая в декабре 1717 г. была фактически ликвидирована.
Еще одним подследственным П.М. Голицына стал санкт-петербургский генерал-губернатор, президент Военной коллегии и сенатор, генерал-фельдмаршал, светлейший князь А.Д. Меншиков. Наибольшую сложность, с которой столкнулся князь Петр Голицын, заключалась в том, что на период расследования "полудержавный властелин" А.Д. Меншиков не был освобожден ни от одной из занимаемых должностей.

## Память
Обстоятельства кончины П.М. Голицына до сих пор не выяснены. Согласно взаимонезависимым свидетельствам находившихся тогда в Москве канцеляриста гетманской канцелярии Н.Д. Ханенко и камер-юнкера Ф.-В. Берхгольца, Петр Михайлович ушел из жизни после нескольких дней тяжелой болезни (камер-юнкер назвал ее "горячкой").
О смерти П.М. Голицына главе государства Петру I было доложено прямо во время церковной службы в Спасо-Преображенском соборе Московского кремля 21 января 1722 г., откуда он сразу направился в дом покойного выразить соболезнование вдове, княгине Феодосье Владимировне.
П.М. Голицын погребен напротив алтаря монастырской церкви Святого Алексия митрополита в Богоявленском монастыре на Никольской улице в Москве. В 1919 г. монастырь был закрыт, дворянские захоронения разорены. Надгробной плиты П.М. Голицына среди сохранившихся в подвальном помещении надгробий нет.